# Dębówka (gromada)
Dębówka – dawna gromada, czyli najmniejsza jednostka podziału terytorialnego Polskiej Rzeczypospolitej Ludowej w latach 1954–1972.
Gromady, z gromadzkimi radami narodowymi (GRN) jako organami władzy najniższego stopnia na wsi, funkcjonowały od reformy reorganizującej administrację wiejską przeprowadzonej jesienią 1954 do momentu ich zniesienia z dniem 1 stycznia 1973, tym samym wypierając organizację gminną w latach 1954–1972.
Gromadę Dębówka z siedzibą GRN w Dębówce utworzono – jako jedną z 8759 gromad na obszarze Polski – w powiecie sochaczewskim w woj. warszawskim, na mocy uchwały nr VI/10/4/54 WRN w Warszawie z dnia 5 października 1954. W skład jednostki weszły obszary dotychczasowych gromad Budki Piaseckie, Mikołajew, Mikołajew Nowy, Piasecznica, Piasecznica Stara i Witoldów oraz wieś Kawenczyn z dotychczasowej gromady Kawenczyn ze zniesionej gminy Szymanów a także obszar dotychczasowej gromady Dębówka ze zniesionej gminy Kozłów Biskupi w tymże powiecie. Dla gromady ustalono 13 członków gromadzkiej rady narodowej.
31 grudnia 1959 z gromady Dębówka wyłączono wsie Budy Piaseckie, Piasecznica Nowa i Piasecznica Stara, włączając je do gromady Teresin w tymże powiecie, po czym gromadę Dębówka zniesiono a jej (pozostały) obszar włączono do gromady Szymanów tamże.